# Родни, Уолтер
Уолтер (Вальтер) Энтони Родни (англ. Walter Anthony Rodney, 23 марта 1942, Джорджтаун — 13 июня 1980, Джорджтаун) — гайанский марксистский историк, социолог и левый политический деятель-панафриканист.

## Карьера
Родился в рабочей семье. Прилежно учился в Королевском Колледже в Британской Гвиане. Затем поступил на стипендию в Университет Вест-Индии на Ямайке. Выпустился в 1963 году, получив первую степень по истории и выиграл таким образом приз Факультета Искусств.
Уже в возрасте 24 лет Родни получил степень доктора философии по африканской истории в 1966 году в Школе восточных и африканских исследований в Лондоне. Его диссертация, посвящённая работорговле, была опубликована Оксфордской Университетской Прессой в 1970 году под названием «История побережья Верхней Гвинеи 1545—1800» и была широко известна оригинальностью изложенной в ней позиции на данную тему.
Родни много путешествовал и стал хорошо известен на международном уровне, как общественный деятель, учёный и грозный оратор. Преподавал в университете в Дар-эс-Саламе в Танзании в период 1966—1967, а затем на Ямайке. Он резко критиковал средний класс за его роль в период после обретения независимости стран Карибского бассейна. Также Уолтер являлся активным критиком капитализма и выступал за социалистический путь развития.
Пропаганда Родни среди бедных рабочих побудила 15 октября 1968 года правительство Ямайки, возглавляемое премьер-министром Хью Ширером, запретить ему впредь возвращаться в страну. Это привело к протестам, начавшихся 16 октября 1968 года, в настоящее время известным как Бунты Родни. Беспорядки унесли несколько жизней и причинили ущерб в несколько миллионов долларов. Они вызвали возрастание политического сознания в Карибских странах, особенно среди афроцентричных растафарианцев Ямайки. Эти события описаны Родни в книге «The Groundings With My Brothers».
В 1969 году Родни вернулся в Университет Дар-эс-Салама, где он работал в качестве профессора истории до 1974 года. Вскоре он издал свою первую книгу «История Верхнегвинейского побережья в 1545—1800 гг.» (1970).
В 1974 году читал лекции в Университете Гайаны.
Родни стал видным панафриканистом и был важен в движении «Black Power» в странах Вест-Индии и материковой Северной Америки. Живя в Дар-эс-Саламе, он имел влияние на развитие нового центра изучения и обсуждения Африки.

## Последние года и убийство
В 1974 году Родни вернулся в Гайану из Танзании. Он должен был занять должность профессора в Университете Гайаны, но правительство помешало его назначению. Родни стал играть более заметную роль в политике, когда основал Союз трудящихся — партию, которая стояла в левой оппозиции правительству гайанской партии Народный национальный конгресс. В 1979 году он был арестован и обвинен в поджоге двух государственных учреждений.
Спустя месяц после возвращения с празднования независимости в Зимбабве, в период интенсивной политической деятельности, 13 июня 1980 года Уолтер Родни в возрасте тридцати восьми лет погиб в результате взрыва бомбы в его автомобиле. У него осталась жена Пэт и трое детей. Его брат, Дональд Родни, который был ранен в результате взрыва, рассказал, что сержант Сил Обороны Гайаны по имени Грегори Смит дал Уолтеру эту бомбу. После этого Смит бежал во Французскую Гвиану, где и умер в 2002 году.
Некоторые считают, что это было убийство, заказанное тогдашним президентом Форбсом Бёрнэмом. Но доказать это навряд ли возможно. Идеи Родни для народов, которые исторически были лишены гражданских прав колонизаторами, шли вразрез со взглядами Бёрнэма и мешали ему контролировать общество.

## Теоретическое влияние
Самым значительным произведением Родни была книга «Как Европа недоразвила Африку» («How Europe Underdeveloped Africa»), опубликованное в 1972 году. В ней он описал Африку, которая направленно эксплуатировалась европейскими империалистами, что непосредственно привело к современной отсталости большей части континента. Книга оказалась чрезвычайно влиятельной, а также дискуссионной. «How Europe Underdeveloped Africa» стала инновационной тем, что она была одной из первых книг, предлагающих новый взгляд на вопрос об отсталости Африки. Исследования Родни сильно отличаются от до сих пор общепринятого взгляда на недоразвитость Третьего мира.

Вместо того, чтобы быть заинтересованным в первую очередь в международных связях африканской торговли и политики, как многие из нас были в то время, Уолтер Родни сосредоточил своё внимание на отрасли сельского хозяйства африканских общин, на производительных силах в них и на процессы разделения общества на классы. В результате своего исследования он поднял целый набор свежих вопросов о природе африканских социальных институтов на Верхнем побережье Гвинеи в XVI веке и влияния атлантической работорговли. Почти сразу же он стимулировал то, что было написано и исследовано в Западной Африке, он положил начало дискуссии, которая продолжается и в настоящее время, проходя через целый ряд событий африканской истории. При обучении в Университетах Дар-эс-Салама и Вест-Индии, он основал и поддерживал большое количество дискуссионных групп, которые помогли многим, кто имел низкий уровень образования или не имел вовсе. Как писатель, он протянул руку, чтобы связаться с тысячами в произведениях «The Groundings with my Brothers» (1969) и в его влиятельном «How Europe Underdeveloped Africa» (1972).
Оригинальный текст (англ.)Instead of being interested primarily in the inter-relations of African trade and politics, as many of us were at that time, Walter Rodney focused his attention on the agricultural basis of African communities, on the productive forces within them and on the processes of social differentiation. As a result, his research raised a whole set of fresh questions concerning the nature of African social institutions on the Upper Guinea coast in the sixteenth century and of the impact of the Atlantic slave trade. In doing so, he helped to open up a new dimension. Almost immediately he stimulated much further writing and research on West Africa, and he initiated a debate, which still continues and now extends across the whole range of African history. When teaching at the Universities of Dar es Salaam and the West Indies, he launched and sustained a large number of discussion groups which swept up and embraced many who had had little or no formal education. As a writer, he reached out to contact thousands in The Groundings with my Brothers (1969) and in his influential How Europe Underdeveloped Africa (1972).
— профессор Джон Ричард Грей, «History Today», Vol. 49, № 9, 1980 год.

Когда мы думаем о Уолтере Родни как об Учёном-Революционере, мы говорим о двух вещах, Радикальном Ученом и о его революционном вкладе в изучение Истории. Истории Африки. Уолтер Родни был новаторским учёным, который изложил новые ответы на старые вопросы и предоставил новые вопросы в связи с изучением Африки.
Оригинальный текст (англ.)"When we think of Walter Rodney as a Revolutionary Scholar we are talking about two things, Radical Scholar and his revolutionary contribution to the study of History ie. History of Africa. Walter Rodney was a pioneering scholar who provided new answers to old questions and posed new questions in relation to the study of Africa.
— из выступления профессора Уинстона МакГоуэна на симпозиуме памяти Уолтера Родни в Колледже Йорка, США, в июне 2010 года.

Уолтер Родни не был пленником интеллектуальной игры в галерее местного или международного радикализма. Он явно был одним из самых прочно идеологически расположенных интеллектуалов когда-либо смотревших в глаза колониализму и его современному наследию чёрного оппортунизма и эксплуатации."
Оригинальный текст (англ.)Walter Rodney was no captive intellectual playing to the gallery of local or international radicalism. He was clearly one of the most solidly ideologically situated intellectuals ever to look colonialism and its contemporary, heir black opportunism and exploitation, in the eye
— из выступления Воле Шойинки, Зал Одудува, Университет Ифе, Нигерия, Пятница, 27 июня 1980 года.

## Наследие
В память Уолтеру Родни были написаны стихи Мартина Картера «Для Уолтера Родни», Линтона Квеси Джонсона «Reggae fi Radni» и Камау Брейтуэйта «Стихотворение для Уолтера Родни».
В 1977 году Центр по изучению Африки Бостонского Университета открыл серию лекций Уолтера Родни.
В 1982 году Американской Исторической Ассоциацией Уолтер Родни был посмертно награждён премией Albert J. Beveridge Award за своё произведение «A History of the Guyanese Working People, 1881—1905».
В 1984 году Центр по Изучению Карибов Уорикского Университета установил Лекцию Памяти Уолтера Родни в знак признания жизни и творчеству одного из самых выдающихся чёрных учёных-активистов в период после Второй мировой войны.
В 1993 году правительство Гайаны посмертно наградило Уолтера Родни высшей наградой Гайаны — Order of Excellence of Guyana. Кроме того, была создана кафедра Уолтера Родни на историческом факультете в Университете Гайаны.
В 1998 году Институт изучения Карибов Университета Вест-Индии открыл серию лекций Уолтера Родни.
В 2004 году вдова Уолтера Родни Патрисия и их дети пожертвовали его бумаги Библиотеке Роберта Л. Вудраффа в Университетском Центре Атланты. С 2004 ежегодно 23 марта (в день рождения Родни) в Центре проводится Симпозиум Памяти Уолтера Родни, спонсируемый Библиотекой и Департаментом Политологии Университета Кларка в Атланте и под началом семьи Родни.
В 2005 году в Саутуарке на Площади Библиотеки Пэкама была возведена мемориальная доска в память доктора Уолтера Родни, политического деятеля, историка и борца за всеобщую свободу.
О Уолтере Родни в 2010 году снят документальный фильм Клэйрмонта Чанга «W.A.R. Stories: Walter Anthony Rodney».

## Произведения
- How Europe Underdeveloped Africa. Bogle-L’Ouverture Publications, London and Tanzanian Publishing House, Dar-Es-Salaam. 1973
- Walter Rodney Speaks: the Making of an African Intellectual (1990)
- A History of the Guyanese Working People, 1881—1905 (1981)
- Marx in the Liberation of Africa (1981)
- Guyanese Sugar Plantations in the Late Nineteenth Century: a Contemporary Description from the «Argosy» (1979)
- World War II and the Tanzanian Economy (1976)
- A History of the Upper Guinea Coast (1970)
- The Groundings with my Brothers (1969)
- Kofi Baadu Out of Africa (children’s book) Georgetown, [Guyana]: [s.n.]
- Lakshmi Out of India (children’s book) Georgetown, Guyana: The Guyana Book Foundation, 2000.